# Monométallisme
 (février 2023).
Si vous disposez d'ouvrages ou d'articles de référence ou si vous connaissez des sites web de qualité traitant du thème abordé ici, merci de compléter l'article en donnant les références utiles à sa vérifiabilité et en les liant à la section « Notes et références ».
Le monométallisme est un système monétaire ne reconnaissant qu'une seule monnaie légale, celle-ci étant fondée sur la valeur d'un métal (métallisme). D'un point de vue historique, il s'oppose au bimétallisme, qui garantissait quant à lui la légalité de deux métaux, en l'occurrence l'or et l'argent. L’étalon-or supplanta le bimétallisme or-argent, notamment du fait de la loi de Gresham.
La Chine a longtemps connu un monométallisme où le cuivre a joué le rôle de métal de référence, puis l'argent. En Europe occidentale au début du Moyen Âge, l'or utilisé auparavant par les Romains est abandonné pour l'usage monétaire, qui devient monométallique en n'utilisant que l'argent.